# أحادي أكسيد الكلور
 أحادي أكسيد الكلور هو جذر كيميائي صيغته •ClO، وهو من العوامل الكيميائية التي تساهم في نضوب الأوزون.

## التشكل
يتشكل أحادي أكسيد الكلور في الستراتوسفير من تفاعل جذر الكلور الحر مع الأوزون:
{\displaystyle {\ce {Cl {·}+ O3 -> ClO {·}+ O2}}}
لهذا التفاعل دور كبير في نضوب طبقة الأوزون، خاصة أن جذر أحادي أكسيد الكلور قادر على التفاعل مع جذور الأكسجين الكيميائية الموجودة في الطبقات العليل ليعطي جذر الكلور مجدداً.
{\displaystyle {\ce {ClO {·}+ O {·}-> Cl {·}+ O2}}}
يمكن أن تنشأ جذور الكلور الكيميائية الحرة نتيجةً لتفكك مركبات الكلوروفلوروكربون (CFCs) في طبقات الجو العليا بأثر من الأشعة فوق البنفسجية. من الممكن نظرياً أن يتوقف تفاعل الاستبدال الجذري من تفاعل جذر أحادي أكسيد الكلور مع جذر الكلور الحر، لكن الاحتمالية ضئيلة نظراً لقلة تركيز هذه الأنواع الكيميائية. بالتالي يمكن لعدد قليل من جذور الكلور وجذور أحادي أكسيد الكلور الكيميائية أن تتفاعل مع عدد كبير من جزيئات الأوزون، وهذا ما يبين خطورتها. لذلك فإن مركبات الكلوروفلوروكربون محظورة الاستخدام عالمياً.